# Reálné gymnázium Jana Masaryka
Reálné gymnázium Jana Masaryka (2. státní československé reálné gymnasium v Praze XII) je zrušená střední škola v Praze. V její budově sídlí Základní škola.

## Historie
Reálné gymnázium bylo založeno roku 1911. Od roku 1913 sídlilo na náměstí krále Jiřího 7 (náměstí Jiřího z Poděbrad) v budově, která pro něj původně byla postavena, a sdílelo ji společně s obecnou a měšťanskou školou. Protože se rozrůstalo, bylo potřeba pro něj postavit novou, moderní budovu. Ta vznikla na jižní straně náměstí Jiřího z Lobkovic proti Olšanským hřbitovům.
Budova
Budova školy vznikla podle plánů architektů Bohumila Kněžka a Josefa Václavíka v letech 1936-1937. Pětipodlažní jednoduchá stavba na půdorysu písmene „T“ má plochou střechu a bílou vápennou omítku. Vnitřní prostory osvětlují velká okna a na asymetricky umístěný prosklený vstup navazuje prostorná hala.
Po roce 1939
Na jaře 1945 zabrala budovu školy německá armáda a užívala ji jako kasárna. Roku 1950 byla škola zrušena a její budova se stala sídlem Základní školy.

## Názvy školy
- původně 2. státní československé reálné gymnasium na Královských Vinohradech, Praha XII. – Vinohrady, nám. kr. Jiřího 7 (nám. Jiřího z Poděbrad)
- Reálné gymnasium dr. Jana Masaryka, Praha XII. – Vinohrady, nám. Jiřího z Lobkovic 22[2]

## Učitelé a absolventi
Absolventi
- Pavel Preiss